# Quilômetro
O quilômetro (português brasileiro) ou quilómetro (português europeu) (km) é uma unidade de medida de comprimento que deriva do metro e pertence ao Sistema Internacional de Unidades (SI). A palavra "quilômetro" resulta da combinação do prefixo quilo ("mil") com a palavra metro, razão por que um quilômetro equivale a mil metros.
Importante ressaltar que, ao representarmos uma grandeza física do SI, devemos seguir o padrão internacional de grafia, que consiste em sempre inserir um espaço em branco entre o número e a unidade de medida.

## Comparação com outras unidades

### Unidades do SI
Um quilômetro é igual a:
- 1 000 000 mm
- 100 000 cm
- 10 000 dm
- 1 000 m
- 100 dam
- 10 hm

### Unidades de outros sistemas
Um quilômetro é aproximadamente igual a:
- 3 280,839895 pés
- 1 093,613298 jardas
- 0,621371192 milhas terrestres
- 0,621369950 milhas de agrimensura
- 0,539956803 milhas náuticas

## Uso de prefixos

Definição do quilômetro a partir da definição original do metro

Há prefixos que antecedem as unidades e servem para substituir potências de dez. Isto é útil porque evita que tenhamos que escrever números muito grandes ou muito pequenos. Alguns exemplos:
- 19 600 000 000 000 m = 19,6 x {\displaystyle 10^{12}} m = 19,6 Tm[1] (19,6 terâmetros, ou 19,6 trilhões de metros).
- 0,00000000000000000825 m = 8,25 x {\displaystyle 10^{-18}} m = 8,25 am[1] (8,25 attômetros).

O uso dos prefixos de base dez também permite a conversão entre múltiplos de uma mesma unidade. Exemplos:
- 254 cm = 254 centímetros = 254 x {\displaystyle 10^{-2}} m = 2,54 m.
- 5,14 hm = 5,14 hectômetros = 5,14 x {\displaystyle 10^{2}} m = 514 m.
- 723 000 dm = 723 000 decímetros = 723 000 x {\displaystyle 10^{-1}} m = {\displaystyle {\frac {723000}{10}}} m = 72 300 m.
  - Ainda: 72 300 m = 72,3 x {\displaystyle 10^{3}} m = 72,3 x {\displaystyle 10^{3}} x 1 m = 72,3 x {\displaystyle 10^{3}} x {\displaystyle {\color {BrickRed}10^{-3}}} km[nota 1] = 72,3 x {\displaystyle 10^{0}} km = 72,3 x 1 km = 72,3 km.

## Observações linguísticas
Um detalhe interessante é notar que muitos escrevem “kilómetro” em vez de quilómetro (ou quilômetro). Esta última forma, é a incorporada aos dicionários antigos. A inicial com k será incorparada aos poucos aos dicionários modernos, tendo em vista a inclusão das letras k, y e w ao Acordo Ortográfico de 1990.
Um erro muito comum está na representação do quilômetro, cujo símbolo é "km", por "Km", com a letra K em maiúscula, resultando em “Km”. No Sistema Internacional de Unidades, Km é kelvin-metro.
No Brasil, a partir da edição de 2012, a versão brasileira da brochura do Sistema Internacional de Unidades passou a utilizar a grafia "kilo" nos múltiplos e submúltiplos das unidades. Assim, o INMETRO recomenda a utilização da regra de formação do BIPM, que estabelece a simples junção dos prefixos ao nome das unidades, sem modificações da grafia e da pronúncia originais, tanto do prefixo quanto da unidade. Como resultado, os prefixos kilo e mili associados à unidade de comprimento metro, formam as unidades kilometro e milimetro (sílabas tônicas em “me”, pronunciada como “mé”), respectivamente, e não quilômetro e milímetro. Importante observar que tais alterações não eliminam a utilização das formas atualmente em uso, como quilograma e centímetro, que ainda são aceitas até que as novas formas sejam gradativamente assimiladas.